# 鲁钦
鲁钦（？—1626年），字承宇，山東長清人，明朝軍事人物，明史譽為「西南大將之冠」。

## 生平
萬曆年間，任山西副總兵。天啟元年（1621年）遷神機營左副將，不久被提拔為都督僉事，充保定總兵官。
天啟二年（1622年），奢安之亂，總理川貴湖廣軍務杜文煥畏怯稱病不出。同年十月，朝廷命令魯欽南下平亂，代替杜文煥，總理川、貴、湖廣軍務。天啟四年（1623年）正月，魯欽支援贵州巡抚王三善，與總兵官馬炯、張彥方，諸道監司尹伸、岳具仰、向日升、楊世賞歷五次血戰，殺敵一萬五，軍抵大方。天啟四年（1624年）正月，王三善輕敵冒進，兵潰被殺，魯欽被迫率殘卒敗退。明廷將其革職，命戴罪治事。
安邦彥乘機圍困貴州戰略要地都勻、凱裡，楊世蔚不能守。總督蔡複一命令魯欽及總兵官劉超救之，將叛軍擊敗。天啟五年（1624年），魯欽率軍回撤，中叛軍埋伏，部下死傷甚眾，再次被貶，命立功自贖。同年，敵軍之間發生分裂，魯欽、胡從儀、楊明楷兵分三路進行圍剿，在米墩山一帶生擒敵軍頭目天保和阿買，殺敵領袖五十四人，首功二千三百五十，破焚一百七十四寨。因此役鲁钦復原職。
天啟六年（1626年），安邦彥率部再犯，破明軍營壘，魯欽拔劍自刎。
崇禎皇帝繼位，追贈少保、左都督，世蔭指揮僉事，並為其建旌忠祠，謚“忠烈”。

## 延伸阅读
[在维基数据编辑]
 《明史卷二百七十》，出自《明史》